# Flux Pavilion
Joshua Steele, mais conhecido por seu nome artístico Flux Pavilion, é um produtor inglês de música eletrônica, DJ, cantor, compositor e dono de gravadora, que atua desde 2008.
Flux Pavilion já fez três turnês nos EUA, duas turnês no Reino Unido e vários sets para DJs, incluindo em Glastonbury, Reading, Coachella e EDC Vegas. Ele também já fez apresentações ao vivo com Example, Foreign Beggars e Chiddy Bang. Flux diz que seu estilo musical é inspirado em The Prodigy e Rusko.

## Carreira

### 2009–10
Flux Pavilion co-fundou a Circus Records junto com seu amigo de infância Doctor P em 2009, com o apoio do pioneiro do drum and bass DJ Swan-E e Earl Falconer da UB40. Em 2010, Flux Pavilion lançou o EP Lines In Wax contendo uma de suas faixas mais populares, "I Can't Stop". 

### 2011–12
Em 2011, ele produziu o single "Bass Cannon", que chegou ao número 56 no UK Singles Chart e foi colocado na A-List da BBC Radio 1. Junto com  Doctor P, Flux Pavilion apresentou a coletânea de 2011 Circus One, para a qual ele contribuiu com quatro faixas. Ele é indiscutivelmente mais conhecido por sua canção "I Can't Stop" do EP Lines in Wax . Em fevereiro de 2011, Chiddy Bang criou um freestyle para a música, que apareceu em sua mixtape Peanut Butter and Swelly . Em agosto de 2011, a faixa foi sampleada pelo produtor Shama "Sak Pase" Joseph para a música " Who Gon Stop Me " de Jay-Z e Kanye West em seu álbum colaborativo Watch the Throne. Em 5 de março de 2012, "I Can't Stop" foi usado na campanha viral Kony 2012 . Também foi destaque no video game SSX de 2012, no filme de 2013 O Grande Gatsby e no trailer do filme de Ron Howard de 2013, Rush, estrelado por Chris Hemsworth.
Em dezembro de 2011, Flux Pavilion foi indicado para o Sound of 2012 da BBC, como um dos dois únicos artistas independentes na lista longa. Flux também cantou em várias faixas para si e para outros artistas, incluindo "Voscillate", "Starlight" e "The Scientist".

### 2013
Em 28 de janeiro de 2013, ele lançou o EP Blow the Roof, que foi recebido de forma favorável pelos críticos.[carece de fontes?] Uma de suas canções, "Double Edge", é apresentada no videojogo de 2012 Need for Speed: Most Wanted . Em 8 de setembro de 2013, Steele anunciou um novo EP a ser lançado em outubro. Lançado em 11 de novembro de 2013, o EP Freeway consiste em seu grande sucesso "Gold Love", que apresenta vocais de Rosie Oddie, além de outros artistas destacados: Steve Aoki e Turin Brakes.

### 2014 – presente
Em setembro de 2014, a The Walt Disney Company solicitou à Flux Pavilion que remixasse o tema para Star Wars Rebels para comercializar e chamar a atenção para a série. Em 2015, o Flux Pavilion lançou seu primeiro álbum de estúdio,Tesla.[carece de fontes?]

## Prêmios e indicações
| Ano  | Organização       | Prêmio      | Resultado |
| ---- | ----------------- | ----------- | --------- |
| 2011 | BBC Sound of 2012 | Som de 2012 | Indicado  |